# Аркадская дева
«Аркадская дева» (англ. An Arcadian Maid) — американский короткометражный драматический фильм Дэвида Уорка Гриффита.

## Сюжет
Фильм рассказывает о девушке по имени Присцилла, которая нашла себе работу на ферме, где ей тут же приказали помыться. Она встречает молодого итальянского торговца, который направляется от неё к хозяйке. Ему с лёгкостью удалось избавиться от целого ряда товаров и он благодарит Присциллу за это, подарив ей дешёвый перстень. Наивная Присцилла, в свою очередь, верит каждому его слову. Коробейник азартный человек и у него много долгов. Кретиторы требуют от него вернуть их и он рассчитывает на помощь Присциллы...

## В ролях
| Актёр               | Роль            |
| ------------------- | --------------- |
| Мэри Пикфорд        | Присцилла       |
| Мак Сеннет          | коробейник      |
| Джордж Николс       | человек из дома |
| Кейт Брюс           | леди из дома    |
| Уильям Дж. Батлер   |                 |
| Чарльз Крэйг        |                 |
| Эдвард Диллон       |                 |
| Джон Т. Диллон      |                 |
| Фрэнк Эванс         |                 |
| Френсис Дж. Грэндон |                 |